# Bembéré Tama
Bembéré Tama, o anche Bimbéré Tama, è un comune rurale del Mali facente parte del circondario di Youwarou, nella regione di Mopti.